# 徐旭 (天順舉人)
徐旭（15世紀—15世紀），字啟東，號朴軒，南直隸寧國府涇縣豐東都人，明朝政治人物。

## 生平
徐旭是天順六年（1462年）壬午科應天鄉試舉人，八年（1464年）參加甲申科會試時遇上火災，他背著同場生病者離開，後授隆慶州學正，因母親逝世回鄉，補德州學正，因事謫錢塘訓導，所到每處均以德率人。他曾任河南鄉試同考官，途中有人受托輸款，他先從容婉拒，對方卻不停止，於是他大聲責罵：「你不畏國法，不畏天地鬼神嗎？讀書無以報國，不怕遭天譴嗎？」向監臨官舉報其人，時論稱快，當次考試亦稱得人；他擔任儒官二十年，與諸士不停講論，為文必根據道理，學生極多，在任內因病去世，以子徐冠追贈監察御史。

## 引用
1. 1 2  民國《涇縣志·卷十九·人物》：徐旭，字啟東，號朴軒，豐東都人，父富以信行孝友著于鄉，旭登天順壬午舉人，會試值南宮災，同號有羸疾者，負之踰垣出，除隆慶州學正，丁內艱復補德州。左遷錢塘訓導。所至以德率人。嘗聘典河南試，舟次有受托代為輸款者，旭從容拒之，其人不知止，旭厲聲曰：「君不畏國法，獨不畏天地鬼神乎？讀書無以報國，復敢爾耶？」即白監臨出其人，時論快之，撤俽稱得人，鄉同年為侍御，密啓其所欲言，正色却焉，處儒官廿年，每與諸士講論不息，為文必根理道，從遊者甚眾，以疾卒于官，以子冠贈監察御史。 嘉靖志、《江南通志》